# На початку гри
«На початку гри» (рос. «В начале игры») — радянський художній фільм 1981 року.

## Сюжет
Нелегко було молодому футболістові з провінційного містечка Віктору Круглову стати гравцем найсильнішої команди країни. Тепер йому треба показати своїм новим товаришам, на що він здатний, в першому відповідальному матчі.

## У ролях
- Петро Вельямінов —  Микола Петрович Селіванов, директор футбольного клубу
- Андрій Смоляков —  Вітя Круглов
- Римма Коростельова —  Ніна
- Ігор Янковський —  Діма Селіванов
- Ольга Машная —  Катя Селіванова
- Юрій Саранцев —  Мєзенцев, тренер
- Людмила Іванова —  Круглова Клавдія Михайлівна
- Всеволод Платов —  головний тренер
- Софія Павлова —  Ірма Миколаївна
- Інга Будкевич — лікарка команди
- Леонід Трутнєв —  епізод
- Рінат Дасаєв — камео

## Знімальна група
- Автор сценарію:  Анатолій Степанов
- Режисер: Юрій Мастюгін
- Оператор: Костянтин Арутюнов
- Художник:  Валерій Іванов
- Композитор:  Богдан Троцюк